# Přesčasy (Dr. House)
Přesčasy je předposlední díl sedmé série amerického seriálu Dr. House.

## Obsah
Třináctka musí vyřešit případ přítelkyně, kterou poznala ve vězení a která má bodnou ránu v břiše. Přítelkyně žádá Třináctku o pomoc, ale bez pomoci nemocnice, protože se bojí přítomnosti policie. Třináctka se jí pokouší za pomoci Chase ošetřit doma. Jenže po čase začne mít halucinace a po převozu do nemocnice upadne do bezvědomí. Naštěstí se brzy zjistí, že za onemocněním je jen další infekce. House se mezitím dozvěděl, že krysy, kterým byl podáván experimentální medikament na růst svaloviny, všechny umřely a při pitvě se v jejich těle našly maligní útvary. House si v předchozím dílu píchl lék taky, proto se rozhodne sám sebe tajně ošetřit a nakonec i operovat. Třináctka nakonec policii zavolá a její přítelkyně ji zavrhne.